# Montserrat Cinema
El Cine Montserrat es trobava al barri de El Guinardó de Barcelona, al final de l'Avinguda Mare de Déu de Montserrat (núm. 241) a tocar de ''Els Quinze''. Fou inaugurat al novembre de 1952, i comptava amb un aforament inicial de 783 butaques.
Com la majoria de cinemes de barri, oferia una programació en sessió contínua de dues pel·lícules de reestrena per setmana, però a finals de la dècada dels 70 alternà també sessions d'estrena. Per fer front a la crisi del sector a la ciutat a finals d'aquesta mateixa dècada incorporà pel·lícules de categoria S a la programació, i durant els 80 es reconvertí en sala d'exhibició de cinema per a adults, si bé aquesta etapa no durà més d'un any (entre 1984 i 1985).
Finalment, tornà a funcionar com a cinema d'estrena fins que tancà les portes de forma definitiva amb la projecció de Crónica sentimental en rojo, de Rovira-Beleta, i Joyeuses Pâques, de Goerges Lautner. Actualment, al lloc que ocupava hi ha un bloc de pisos.